# Самусенко, Николай Гаврилович
Николай Гаврилович Самусенко (род. 19 мая 1927) — советский передовик производства, термист Новосибирского электровакуумного завода Министерства электронной промышленности СССР. Герой Социалистического Труда (1971).

## Биография
Родился 19 мая 1927 года в селе Каменка (на территории современного Новосибирского района Новосибирской области) в крестьянской семье. 
До 1941 года получил не полное образование, окончив семь классов сельской школы. С 1941 года после начала войны начал свою трудовую деятельность в местном колхозе. С 1944 года призван в ряды Красной армии, участник Великой Отечественной и Советско-японской войн, служил в учебном батальоне 22-го запасного полка, в составе взвода разведки 622-го стрелкового полка 124-й стрелковой дивизии 39-й армии участвовал в разгроме Манчжурской армии, был тяжело ранен, впоследствии став инвалидом 2-й группы. До 1951 года продолжал военную службу в Забайкальском военном округе, в 1951 году был демобилизован из рядов Советской армии. 
С 1951 года переехал с семьёй в Новосибирск и начал работать термистом в инструментальном цехе на заводе № 617  (Новосибирский электровакуумный завод Министерства электронной промышленности СССР),  занимался закалкой и горячей обработкой металла. С 1954 года Н. Г. Самусенко получив высший разряд термиста, начал работать со своим личным клеймом, так называемым знаком качества. При непосредственном участии Н. Г. Самусенко была освоена новая на тот момент технология химико-термической обработки инструментов из высокостойкой легированной стали, эта технология позволила повысить стойкость инструментов в несколько раз. Помимо основной деятельности занимался профсоюзной работой — избирался делегатом XV съезда профсоюзов.
26 апреля 1971 года «закрытым» Указом Президиума Верховного Совета СССР «за большие заслуги в производстве и высокопроизводительный труд» Николай Гаврилович Самусенко был удостоен звания Героя Социалистического Труда с вручением Ордена Ленина и золотой медали «Серп и Молот».
С 1982 года вышел на заслуженный отдых, состоял членом ветеранской организации Заельцовского района Новосибирска.
Живёт в городе Новосибирске.

## Награды
- Медаль «Серп и Молот» (26.04.1971)
- Орден Ленина (26.04.1971)
- Медаль «За победу над Германией в Великой Отечественной войне 1941—1945 гг.»
- Медаль «За трудовое отличие»
- Медаль «В ознаменование 100-летия со дня рождения Владимира Ильича Ленина» (1970)
- Памятный знак «За труд на благо города» (Новосибирск, 2013)[3]

## Ссылка
- День всемирного торжества. Ведомости Законодательного собрания Новосибирской области. Дата обращения: 1 июля 2020.